# Bestwood St Albans
Bestwood St Albans is een civil parish in het bestuurlijke gebied Gedling, in het Engelse graafschap Nottinghamshire met 5259 inwoners.